# 猿渡琢海
猿渡 琢海（さるわたり たくみ、1976年10月16日 - ）は、福岡県出身の日本の柔道家。現役時代は100kg超級の選手。身長188cm。体重120kg。

## 人物
小学校1年の時に柔道を始めた。柳川高校ではアテネオリンピック78kg級金メダリストの阿武教子と同級生だった。2年の時にはインターハイ県予選でライバルの大牟田高校2年の高森啓吾を破って本戦に出場するも、予選リーグで敗れた。3年の時には全日本ジュニアに出場して2位となった。1995年には阿武と同じく明治大学に進んだ。2年の時には全日本学生柔道優勝大会で2位となった。正力杯では決勝で日本大学2年の上口孝太に敗れた。講道館杯でも決勝で警視庁の真喜志慶治に敗れた。4年の時には全日本学生柔道優勝大会でチームの優勝に貢献した。1999年にJRA所属となると、全日本選手権では準決勝で旭化成の篠原信一に支釣込足で技ありを取られて敗れるも、3位入賞を果たした。ユニバーシアードの無差別では3位だった。講道館杯では決勝で新日鉄の増地克之を破って優勝した。2001年にはアジア選手権で優勝を飾った。2002年の体重別では大学の後輩となる明治大学4年の棟田康幸に敗れて2位だった。全日本選手権では準決勝で綜合警備保障の井上康生に背負投で敗れるも、2度目の3位入賞を果たした。
その後引退して明治大学柔道部の助監督になると、2012年からは監督を務めることになった。

## 主な戦績
(階級表記のない大会は全て95kg超級及び100kg超級での成績)
- 1994年 -　全日本ジュニア　2位
- 1996年 - 正力杯　2位
- 1996年　- 全日本学生柔道優勝大会 2位
- 1996年　- 全日本ジュニア　3位
- 1996年 - 講道館杯　2位
- 1997年　-　オーストリア国際　3位
- 1997年　- 韓国国際　95kg超級　3位　無差別　優勝
- 1998年 - フランス国際　3位
- 1998年　- ドイツ国際　5位
- 1998年　- 全日本学生柔道優勝大会　優勝
- 1999年　- 全日本選手権　3位
- 1999年　- ユニバーシアード　無差別　3位
- 1999年 - 講道館杯　優勝
- 2001年　- アジア選手権　優勝
- 2001年 - 講道館杯　3位
- 2002年 - 体重別　2位
- 2002年　- 全日本選手権　3位